# 第二次霍乱大流行

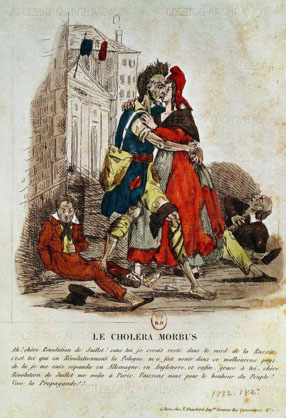
一幅法国有关霍乱疫情的漫画（1830年）

第二次霍乱大流行（英文：Second cholera pandemic），是指于1826-1837年间（也有认为持续到1849年）发生的霍乱大流行，是历史上第二次霍乱的大规模爆发。此次大流行起源于印度东北地区的孟加拉管辖区，其传播范围超过第一次霍乱大流行、到达欧洲和北美洲，被许多人认为是19世纪最严重的一次霍乱大流行（由于不同学者对流行时期的划分不同，部分第二次流行时期可能与第三次霍乱大流行重叠）。
1826年，霍乱疫情在孟加拉恒河三角洲地区爆发，并迅速蔓延至印度全国。1827年，霍乱疫情传播至俄罗斯帝国的布哈拉，1830年又传至莫斯科，此后进一步蔓延到了芬兰和波兰。德国、法国、意大利、匈牙利、瑞典、奥地利等欧洲大陆各国均有疫情报道，其中匈牙利有约10万人死于霍乱。1831年起，英格兰和威尔士经历了为期两年的疫情，尽管对商船进行了严格的隔离，疫情还是造成了约22,000人死亡，苏格兰则有约9,500人死于霍乱。1832年2月，疫情传播到爱尔兰，造成25,000余人死亡。1836年起，意大利西西里有约69,000人死亡、那不勒斯有19,470人死亡。
与此同时，1832年，爱尔兰移民将霍乱传播到了北美地区，包括美国和加拿大。1832年，加拿大蒙特利尔有1,220人死亡、魁北克地区则有1,000余人死亡。1833年，古巴的哈瓦那有约8,000人死于霍乱，而墨西哥有约15,000死亡。
此次大流行期间，科学界对霍乱的治病原因和机理存在分歧。法国医生认为霍乱与贫穷地区的恶劣环境有关，俄国人认为此疾病具有传染性，部分英国人则相信霍乱的发生与神的干预有关，还有人提出与地球磁场或大气层的扰动有关。直至第三次霍乱大流行期间，英国科学家约翰·斯诺最终利用科学方法证明了污染的水源是霍乱传播途径。